# Delta Cygni
Delta Cygni (Ruc, Rukh, Urakhga, Al Fawaris, 18 Cygni) é uma estrela tripla na direção da constelação de Cygnus. Possui uma ascensão reta de 19h 44m 58.44s e uma declinação de +45° 07′ 50.5″. Sua magnitude aparente é igual a 2.86. Considerando sua distância de 171 anos-luz em relação à Terra, sua magnitude absoluta é igual a −0.74. Pertence à classe espectral B9.5III.
Delta Cygni foi, há cerca 17 mil anos, a estrela polar do norte.
Ver o componente B com alguns telescópios menores constitui-se em grande desafio, já que o componente A é de magnitude 3, e o componente B é de magnitude 8. A estrela menor fica ofuscada pelo brilho da maior.